# Opheim
Opheim – miasto w Stanach Zjednoczonych, w stanie Montana, w hrabstwie Valley.